# Lista przemyskich posłów do Sejmu Krajowego Galicji
Lista przemyskich posłów do Sejmu Krajowego Galicji.
W skład Sejmu Krajowego Galicji wchodzili zawsze, jako wiryliści, przemyscy biskupi rzymskokatoliccy i greckokatoliccy.

## Kadencja I 1861-1866
1. Seweryn Smarzewski (I kuria)
2. Maurycy Kraiński (I kuria)
3. Leon Ludwik Sapieha (I kuria, zrzekł się mandatu na rzecz mandatu w Krakowie, na jego miejsce wybrano syna - Adama Stanisława Sapiehę, a kiedy i on w grudniu 1863 zrzekł się mandatu - wybrano Zygmunta Kozłowskiego)
4. Grzegorz Ziembicki (III kuria)
5. Hryhorij Hynyłewycz (IV kuria)

## Kadencja II 1867-1869
1. Maurycy Kraiński (I kuria)
2. Leon Sapieha (I kuria)
3. Seweryn Smarzewski (I kuria)
4. Tomasz Polański (III kuria)
5. Wasyl Kowalśkyj (IV kuria)

## Kadencja III 1870-1876
1. Leon Sapieha (I kuria)
2. Maurycy Kraiński (I kuria)
3. Seweryn Smarzewski (I kuria)
4. Adam Sapieha (III kuria, po nim 25 sierpnia 1874 został wybrany Walery Waygart)
5. Hryhorij Szaszkewycz (IV kuria)

## Kadencja IV 1877-1882
1. Jerzy Czartoryski (I kuria)
2. Zygmunt Sawczyński (I kuria)
3. Seweryn Smarzewski (I kuria)
4. Walery Waygart (III kuria)
5. Aleksander Krukowiecki (IV kuria)

## Kadencja V 1882-1889
1. Seweryn Smarzewski (I kuria)
2. Jerzy Czartoryski (I kuria)
3. Zygmunt Dembowski (I kuria)
4. Walery Waygart (III kuria)
5. Adam Sapieha (IV kuria)

## Kadencja VI 1889-1895
1. Jerzy Czartoryski (I kuria)
2. Zygmunt Dembowski (I kuria)
3. Włodzimierz Kozłowski (I kuria)
4. Aleksander Dworski (III kuria)
5. Adam Sapieha (IV kuria)

## Kadencja VII 1895-1901
1. Zygmunt Dembowski (I kuria, po jego śmierci wybrano Władysława Czaykowskiego)
2. Włodzimierz Kozłowski (I kuria)
3. Stefan Zamoyski (I kuria, po jego śmierci w 1899 wybrano Władysława Kraińskiego)
4. Aleksander Dworski (III kuria)
5. Stepan Nowakiwśkyj (IV kuria)

## Kadencja VIII 1901-1907
1. August Gorayski (I kuria)
2. Włodzimierz Kozłowski (I kuria)
3. Władysław Kraiński (I kuria)
4. Leonard Tarnawski (III kuria)
5. Władysław Czaykowski (IV kuria)

## Kadencja IX 1908-1913
1. Ignacy Dembowski (I kuria)
2. Włodzimierz Kozłowski (I kuria)
3. Władysław Kraiński (I kuria)
4. Franciszek Doliński (III kuria)
5. Władysław Leon Sapieha (IV kuria)

## Kadencja X 1913-1914
1. Aleksander Dąmbski (I kuria)
2. Włodzimierz Kozłowski (I kuria)
3. Stanisław Stadnicki (I kuria)
4. Franciszek Doliński (III kuria)
5. Teofil Kormosz (IV kuria)